# Biederthal
Biederthal est une commune française située dans la circonscription administrative du Haut-Rhin et, depuis le 1er janvier 2021, dans le territoire de la Collectivité européenne d'Alsace, en région Grand Est.
Cette commune se trouve dans la région historique et culturelle d'Alsace.

## Géographie

### Localisation
| Oltingue     |            | Rodersdorf ( Suisse)           |
|              | Biederthal | Metzerlen-Mariastein ( Suisse) |
| Wolschwiller |            | Burg im Leimental ( Suisse)    |

### Hydrographie
La commune est dans le bassin versant du Rhin au sein du bassin Rhin-Meuse. Elle est drainée par le ruisseau la Birsig, le ruisseau Boersegraben et un autre petit cours d'eau,.

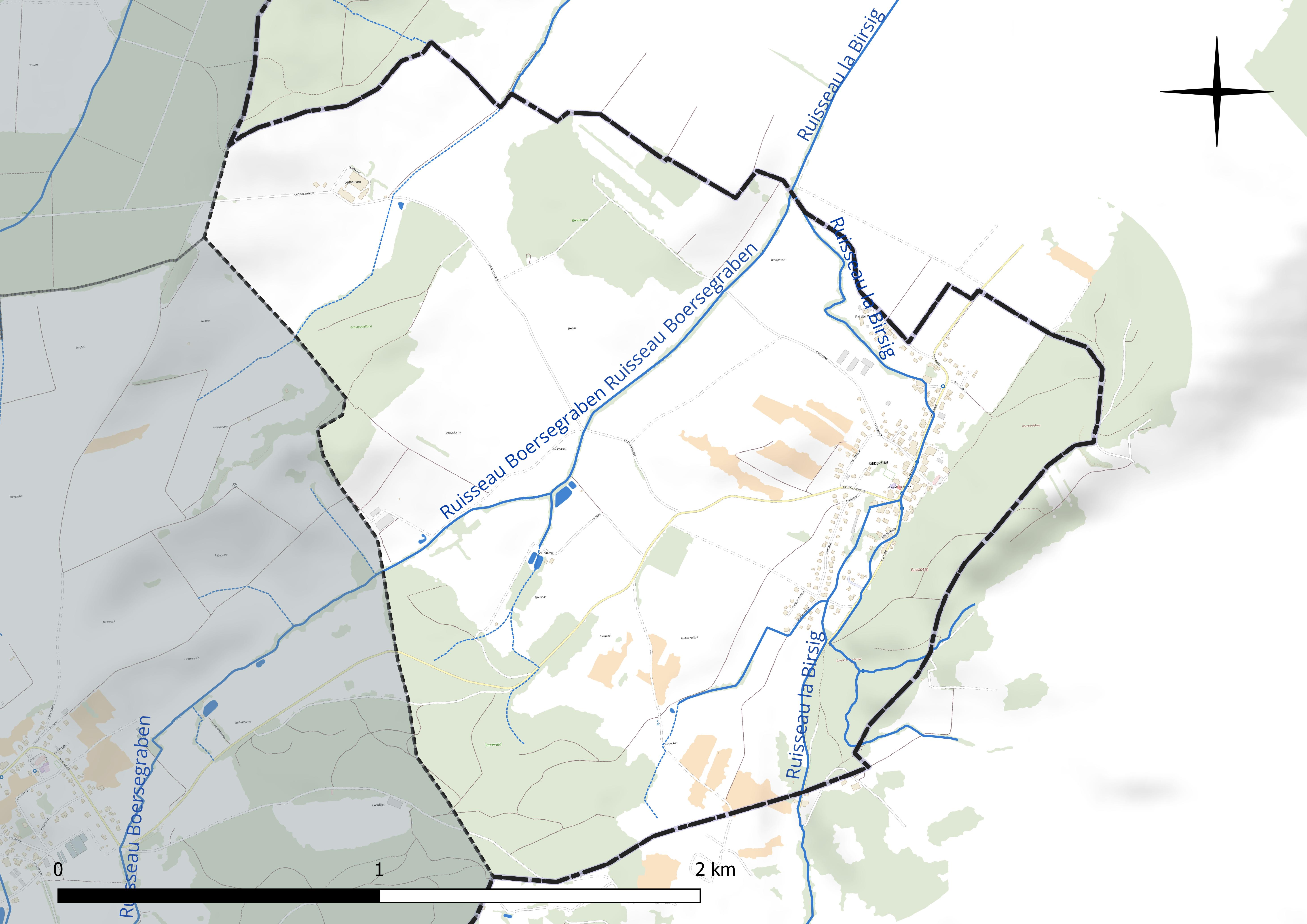
Réseau hydrographique de Biederthal.

## Urbanisme

### Typologie
Au 1er janvier 2024, Biederthal est catégorisée commune rurale à habitat dispersé, selon la nouvelle grille communale de densité à sept niveaux définie par l'Insee en 2022.
Elle est située hors unité urbaine. Par ailleurs la commune fait partie de l'aire d'attraction de Bâle - Saint-Louis (partie française), dont elle est une commune de la couronne,. Cette aire, qui regroupe 94 communes, est catégorisée dans les aires de 200 000 à moins de 700 000 habitants,.

### Occupation des sols
L'occupation des sols de la commune, telle qu'elle ressort de la base de données européenne d’occupation biophysique des sols Corine Land Cover (CLC), est marquée par l'importance des territoires agricoles (67,7 % en 2018), une proportion sensiblement équivalente à celle de 1990 (67,4 %). La répartition détaillée en 2018 est la suivante : 
terres arables (42,6 %), forêts (25,7 %), zones agricoles hétérogènes (25,1 %), zones urbanisées (6,6 %). L'évolution de l’occupation des sols de la commune et de ses infrastructures peut être observée sur les différentes représentations cartographiques du territoire : la carte de Cassini (XVIIIe siècle), la carte d'état-major (1820-1866) et les cartes ou photos aériennes de l'IGN pour la période actuelle (1950 à aujourd'hui).

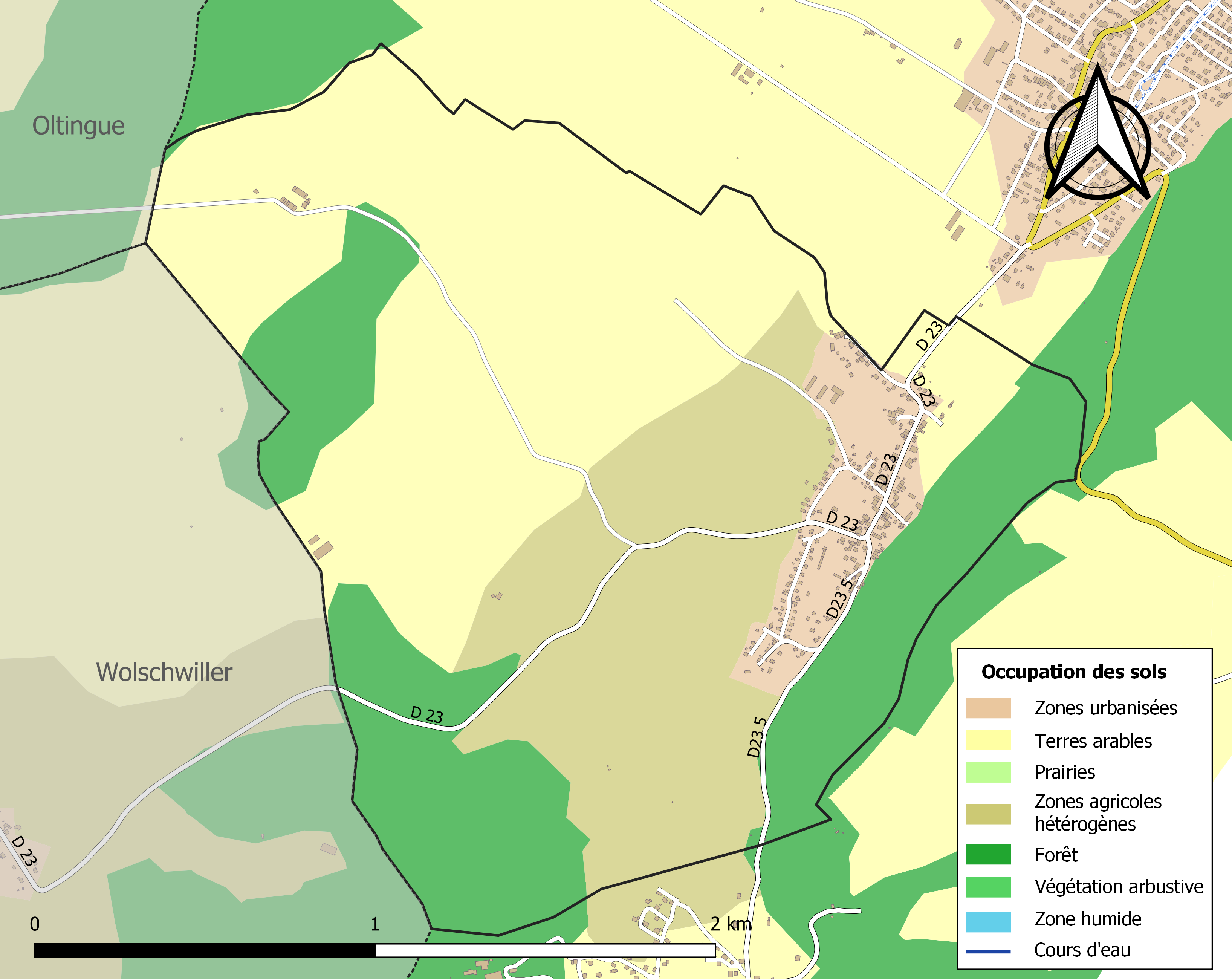
Carte des infrastructures et de l'occupation des sols de la commune en 2018 (CLC).

## Histoire

### Époque contemporaine

#### Histoire religieuse
En 1803, la commune de Biederthal est officiellement détachée de la paroisse suisse de Rodersdorf et devient l'annexe de la paroisse de Wolschwiller. Cette décision est déplorée par la communauté, qui écrit au préfet du Haut-Rhin, en vain.
Biederthal devient une succursale autonome le 23 juin 1842, après plusieurs demandes dans les années 1820-1830. L'impulsion est donnée par la famille des anciens seigneurs du village, les Reich de Reichenstein. C'est plus exactement la baronne Octavie de Reichenstein, née Magnier, qui convainc l'évêché d'ériger une nouvelle succursale.
Son premier desservant est Jean Weber, originaire de Kappelen.

## Politique et administration

### Découpage territorial
La commune de Biederthal est membre de la communauté de communes Sundgau, un établissement public de coopération intercommunale (EPCI) à fiscalité propre créé le 15 juin 2016 dont le siège est à Altkirch. Ce dernier est par ailleurs membre d'autres groupements intercommunaux.
Sur le plan administratif, elle est rattachée à l'arrondissement d'Altkirch, à la circonscription administrative de l'État du Haut-Rhin, en tant que circonscription administrative de l'État, et à la région Grand Est.
Sur le plan électoral, elle dépendait jusqu'en 2020 du  canton d'Altkirch pour l'élection des conseillers départementaux au sein du conseil départemental du Haut-Rhin. Depuis le 1er janvier 2021, elle dépend du même canton pour l'élection des conseillers d'Alsace au sein de la collectivité européenne d'Alsace.

### Chronologie des maires

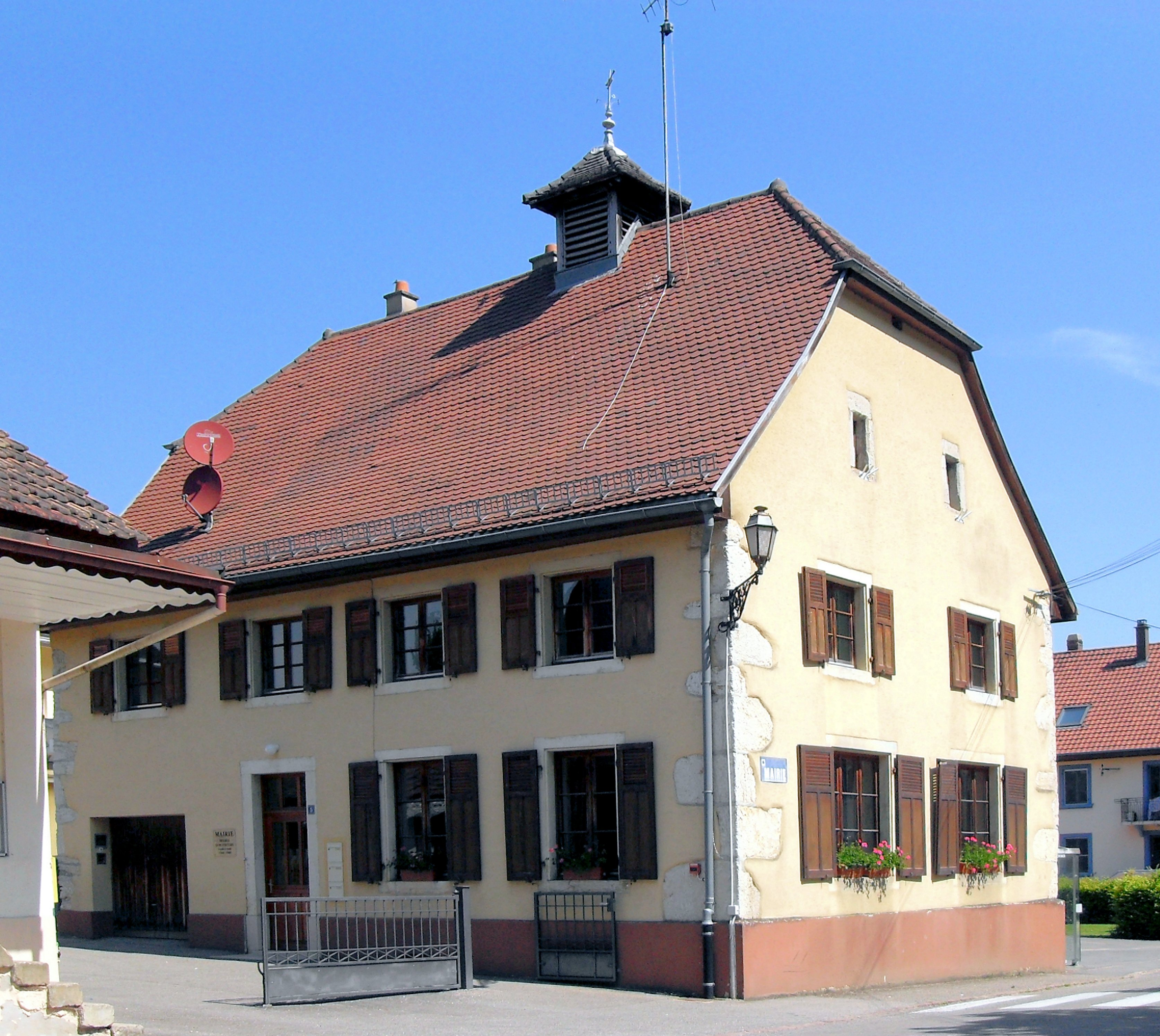
La mairie.

| Période                                  | Période                   | Identité                                         | Étiquette | Qualité   |
| ---------------------------------------- | ------------------------- | ------------------------------------------------ | --------- | --------- |
| avant 1988                               | 1989                      | Antoine Doppler                                  |           |           |
| 1989                                     | ?                         | Patrice Hérold                                   |           |           |
| mars 2001                                | mars 2008                 | Josiane Burckle                                  |           |           |
| mars 2008                                | décembre 2011             | Dominique Geyer                                  |           | Chauffeur |
| février 2012                             | En cours (au 31 mai 2020) | Danielle Cordier Réélue pour le mandat 2020-2026 |           |           |
| Les données manquantes sont à compléter. |                           |                                                  |           |           |

## Population et société

### Démographie
L'évolution du nombre d'habitants est connue à travers les recensements de la population effectués dans la commune depuis 1793. Pour les communes de moins de 10 000 habitants, une enquête de recensement portant sur toute la population est réalisée tous les cinq ans, les populations de référence des années intermédiaires étant quant à elles estimées par interpolation ou extrapolation. Pour la commune, le premier recensement exhaustif entrant dans le cadre du nouveau dispositif a été réalisé en 2006.

En 2022, la commune comptait 329 habitants, en évolution de +4,11 % par rapport à 2016 (Haut-Rhin : +0,66 %, France hors Mayotte : +2,11 %).
| 1793 | 1800 | 1806 | 1821 | 1831 | 1836 | 1841 | 1846 | 1851 |
| ---- | ---- | ---- | ---- | ---- | ---- | ---- | ---- | ---- |
| 238  | 223  | 235  | 284  | 314  | 335  | 329  | 349  | 343  |

| 1856 | 1861 | 1866 | 1871 | 1875 | 1880 | 1885 | 1890 | 1895 |
| ---- | ---- | ---- | ---- | ---- | ---- | ---- | ---- | ---- |
| 293  | 305  | 320  | 315  | 284  | 274  | 258  | 234  | 245  |

| 1900 | 1905 | 1910 | 1921 | 1926 | 1931 | 1936 | 1946 | 1954 |
| ---- | ---- | ---- | ---- | ---- | ---- | ---- | ---- | ---- |
| 230  | 242  | 256  | 226  | 231  | 213  | 225  | 216  | 201  |

| 1962 | 1968 | 1975 | 1982 | 1990 | 1999 | 2006 | 2011 | 2016 |
| ---- | ---- | ---- | ---- | ---- | ---- | ---- | ---- | ---- |
| 235  | 228  | 221  | 209  | 232  | 308  | 348  | 286  | 316  |

| 2021 | 2022 | - | - | - | - | - | - | - |
| ---- | ---- | - | - | - | - | - | - | - |
| 327  | 329  | - | - | - | - | - | - | - |

## Culture locale et patrimoine

### Lieux et monuments
- Canyon de Biederthal.
- Un château du XVIe siècle environ, qui abrite aujourd'hui la ferme du Geissberg.

### Personnalités liées à la commune
Solange Fernex, militante pour la paix et la vie et son mari le médecin suisse Michel Fernex.

### Héraldique
| Blason de Biederthal | Les armes de Biederthal se blasonnent ainsi : « D'azur à l'étoile à huit rais d'or. » |